# VIII millennio a.C.
L'VIII millennio a.C. inizia il 1º gennaio dell'anno 8000 a.C. e termina il 31 dicembre dell'anno 7001 a.C. incluso.

## Eventi
- Mesopotamia
  - 8000 a.C. circa: La rivoluzione neolitica cominciò verso l'8000 a.C. nel medio oriente, nella cosiddetta mezzaluna fertile, una zona bagnata da abbondanti piogge, che comprende la Mesopotamia, la Siria, la Palestina e la Valle del fiume Nilo.
- Anatolia
  - 7400 a.C. circa: a questo periodo si devono far approssimativamente risalire i primi insediamenti nel villaggio neolitico di Çatalhöyük (case monocellulari addossate fra loro, ingressi sui tetti, assenza ingressi a livello del terreno per difendersi da predatori[1], pitture e sculture di argilla che raffigurano animali e divinità femminili legate al culto domestico della fertilità e della generazione, esposizione di cadaveri agli avvoltoi per scarnificazione...[2])
- Italia
  - 7500 a.C. circa: a questo periodo si devono far approssimativamente risalire alcuni reperti umani ritrovati a Similaun sulle Dolomiti.
- Cina:
  - 7500 a.C. primi insediamenti della cultura di Pengtoushan

## Mutazioni ambientali
- 7640 a.C. circa, data teorizzata per l'impatto con la Terra del bolide ipotetico di Tollmann e il conseguente cataclisma globale.